# Liechtensteiner Cup 2018/19
Der Liechtensteiner Cup 2018/19 (offiziell: Aktiv-Cup) war die 74. Austragung des Fussballpokalwettbewerbs der Herren in Liechtenstein. Der Wettbewerb wurde vom 21. August 2018 bis zum 1. Mai 2019 in fünf Runden im K.-o.-System ausgespielt. Titelverteidiger war der Rekordpokalsieger FC Vaduz, der sich mit einem 3:2-Sieg über den FC Ruggell ein weiteres Mal den Pokalsieg sicherte. Der FC Vaduz erspielte sich zudem die Berechtigung zur Teilnahme an der Qualifikation zur UEFA-Europa League 2019/20.

## Modus
Sämtliche Liechtensteiner Mannschaften, die am Schweizer Ligensystem teilnahmen, waren auch für den Liechtensteiner Cup gemeldet. Das heisst, dass auch Zweit- und Drittmannschaften mitspielten. Dabei gab es bei der Auslosung der Begegnungen keine Einschränkungen, sodass auch Mannschaften desselben Vereins einander zugelost werden konnten. Die vier höchstklassierten Liechtensteiner Teams stiegen erst im Viertelfinal ein.
Der Liechtensteiner Cup wurde im K.-o.-System ausgetragen. Die Spiele fanden an folgenden Daten statt:
- 1. Vorrunde (21./22./28. August 2018): 6 Teams, die Sieger sind für die 2. Vorrunde qualifiziert.
- 2. Vorrunde (12./25. September 2018): 8 Teams, die Sieger sind für die Viertelfinals qualifiziert.
- Viertelfinals (23./24. Oktober & 7. November 2018): 8 Teams, die Sieger sind für die Halbfinals qualifiziert.
- Halbfinals (9./10. April 2019): 4 Teams, die Sieger qualifizieren sich für das Endspiel.
- Final (1. Mai 2019)

## Teilnehmende Mannschaften
Folgende 15 Mannschaften waren für den Wettbewerb gemeldet.
| Challenge League (II) | 1. Liga (IV)      | 2. Liga (VI)          | 3. Liga (VII)                                     | 4. Liga (VIII)                                                               | 5. Liga (IX)                            |
| --------------------- | ----------------- | --------------------- | ------------------------------------------------- | ---------------------------------------------------------------------------- | --------------------------------------- |
| FC Vaduz              | USV Eschen-Mauren | FC Balzers FC Ruggell | FC Balzers II USV Eschen-Mauren II FC Triesenberg | FC Balzers III FC Ruggell II FC Schaan FC Schaan II FC Triesen FC Triesen II | USV Eschen-Mauren III FC Triesenberg II |

## 1. Vorrunde
Die 1. Vorrunde fand am 21., 22. und 28. August 2018 statt. Nebst den vier höchstklassierten Liechtensteiner Teams (FC Vaduz, USV Eschen-Mauren, FC Balzers, FC Ruggell) hatten der FC Triesen, FC Triesen II, FC Schaan, FC Balzers III und der USV Eschen-Mauren III per Losentscheid für diese Runde ein Freilos.
| Datum      |                   | Ergebnis |                      |
| ---------- | ----------------- | -------- | -------------------- |
| 21.08.2018 | FC Triesenberg    | 4:1      | FC Balzers II        |
| 22.08.2018 | FC Schaan II      | 0:3      | FC Ruggell II        |
| 28.08.2018 | FC Triesenberg II | 1:2      | USV Eschen-Mauren II |

## 2. Vorrunde
Die vier Partien der 2. Vorrunde fanden am 12. und 25. September 2018 statt. Zu den drei siegreichen Mannschaften der 1. Vorrunde stiessen in dieser Runde der FC Triesen, FC Triesen II, FC Schaan, FC Balzers III und der USV Eschen-Mauren III dazu. Die vier höchstklassierten Liechtensteiner Teams (FC Vaduz, USV Eschen-Mauren, FC Balzers, FC Ruggell) hatten für diese Runde ein Freilos.
| Datum      |                       | Ergebnis |                      |
| ---------- | --------------------- | -------- | -------------------- |
| 12.09.2018 | FC Triesen            | 0:1      | USV Eschen-Mauren II |
| 25.09.2018 | FC Triesen II         | 1:5      | FC Schaan            |
| 25.09.2018 | USV Eschen-Mauren III | 0:4      | FC Triesenberg       |
| 25.09.2018 | FC Ruggell II         | 4:1      | FC Balzers III       |

## Viertelfinal
Die vier Partien wurden zwischen dem 23. Oktober und 7. November 2018 ausgetragen.
| Datum      |                      | Ergebnis |                   |
| ---------- | -------------------- | -------- | ----------------- |
| 23.10.2018 | FC Triesenberg       | 1:5      | USV Eschen-Mauren |
| 23.10.2018 | FC Ruggell II        | 0:3      | FC Schaan         |
| 24.10.2018 | USV Eschen-Mauren II | 1:5      | FC Ruggell        |
| 07.11.2018 | FC Balzers           | 1:2      | FC Vaduz          |

## Halbfinal
Die Halbfinals fanden am 9. April 2019 statt.
| Datum      |                   | Ergebnis |            |
| ---------- | ----------------- | -------- | ---------- |
| 09.04.2019 | USV Eschen-Mauren | 0:1      | FC Vaduz   |
| 09.04.2019 | FC Schaan         | 0:1      | FC Ruggell |

## Final
Der Pokalfinal fand am 1. Mai 2019 statt.
| Paarung        | FC Vaduz – FC Ruggell |
| Ergebnis       | 3:2 (1:1) |
| Datum          | 1. Mai 2019 |
| Stadion        | Rheinpark Stadion, Vaduz |
| Zuschauer      | 1'122 |
| Schiedsrichter | Alessandro Dudic ( Schweiz) |
| Tore           | 1:0 Sandro Wieser (36.) 1:1 Nicola Kollmann (45.) 2:1 Mohamed Coulibaly (52.) 3:1 Berkay Sülüngöz (77.) 3:2 Agim Zeciri (86., FE) |
| FC Vaduz       | Andreas Hirzel – Berkay Sülüngöz, Tomislav Puljić, Maximilian Göppel (27. Nils von Niederhäusern), Sandro Wieser (46. Milan Gajić) – Maurice Brunner, Philipp Muntwiler , Boris Prokopič (79. Aron Sele), Gianni Antoniazzi – Mohamed Coulibaly (66. Manuel Sutter), Igor Tadić Cheftrainer: Mario Frick |
| FC Ruggell     | Pirmin Marxer – Stefan Maag (51. Johannes Hirschbühl), Alexander Marxer, Manuel Ritter , Philip Seemann – Nicola Kollmann (72. Stefan Bischof), Luca Ritter, Menderes Caglar (77. Leoran Amzi), Alessandro Crescenti (59. Agan Amzi), Shkelqim Mamuti – Agim Zeciri Cheftrainer: Vito Troisio            |
| Gelbe Karten   | Wieser (41.), Sele (83.), Antoniazzi (85.), Sutter (90.+1'), von Niederhäusern (90.+4') – Marxer (26.), Mamuti (90.+1), Amzi (90.+2') |